# Auritella dolichocystis
Auritella dolichocystis är en svampart som beskrevs av Matheny, Trappe & Bougher ex Matheny & Bougher 2006. Auritella dolichocystis ingår i släktet Auritella och familjen Inocybaceae.   Inga underarter finns listade i Catalogue of Life.